# شاين بويد
شاين بويد (بالإنجليزية: Shane Boyd)‏ هو لاعب كرة قدم أمريكية ولاعب كرة القدم الكندية أمريكي، ولد في 18 سبتمبر 1982 في حصن هواشوكا في الولايات المتحدة.

## وصلات خارجية
- شاين بويد على موقع JustSportsStats.com (الإنجليزية)